# Крутий Місток
Крутий Місток — річка в Україні, у Макарівському районі Київської області. Права притока Фоси (басейн Дніпра).

## Опис
Довжина річки 11 км., похил річки — 1,6 м/км. Площа басейну 13,9 км².

## Розташування
Бере початок на північному заході від Лишні. Тече переважно на північний захід і на північно-західній строрні від Людвинівки впадає у річку Фосу, праву притоку Здвижу.